# Derik (district)
Derik is een Turks district in de provincie Mardin en telt 58.151 inwoners (2007). Het district heeft een oppervlakte van 1323,3 km².
De bevolkingsontwikkeling van het district is weergegeven in onderstaande tabel.
| 1997   | 2000   | 2007   |
| ------ | ------ | ------ |
| 55.343 | 55.278 | 58.151 |